# Mildred Harris
Mildred Harris (Cheyenne, Wyoming; 29 de noviembre de 1901 - Hollywood, California; 20 de julio de 1944) fue una actriz estadounidense.

## Biografía
Harris nació en Cheyenne, capital del estado estadounidense de Wyoming, como hija de Harry Harris, un telegrafista, y su esposa Anna Parsons Foote. Sus primeras apariciones en la pantalla fueron a la edad de once años, en el wéstern de 1912 The Post Telegrapher, dirigida por Francis Ford y Thomas Ince. Posteriormente, comenzó a desempeñar papeles juveniles donde solía ser emparejada con el actor Paul Willis, incluyendo apariciones en la serie basada en El maravilloso mago de Oz, de Lyman Frank Baum. Más adelante, apareció como chica del harén en la famosa película muda Intolerancia (1916), de D. W. Griffith. Se la apodó "Innocent Mildred Harris" debido a su aspecto cándido y aniñado de chica menuda con rizos castaño claro y ojos azules. 
El 23 de octubre de 1918 se casó en privado con Charles Chaplin, matrimonio que provocó un escándalo debido a que Harris estaba a un mes de cumplir 17 años mientras que Chaplin tenía 29. El enlace se vio acelerado por un embarazo de Harris, que al final resultó ser una falsa alarma. Su relación con el actor fue incluida en el film biográfico Chaplin; donde fue interpretada por la actriz ucraniana Milla Jovovich.
Finalmente Harris se quedó embarazada poco después de la boda, naciendo su hijo Norman Spencer Chaplin el 7 de julio de 1919. El neonato, con graves problemas de salud, vivió 70 horas. El niño fue incinerado en el Cementerio Inglewood Park. Se separaron en otoño de ese año. Charles, que siempre vio a Mildred como intelectualmente inferior a él, afirmaba en sus memorias que aunque le parecía una chica bonita, nunca estuvo enamorado de ella.
Tras la separación, Chaplin se mudó a Los Angeles Athletic Club. Mientras tanto, Harris intentó mantener las apariencias, creyendo que una reconciliación sería posible. Finalmente en 1920, solicitó el divorcio por crueldad mental. Chaplin la acusó de infidelidad, y aunque no nombraría públicamente a su amante, se sospechaba que pudo tener un idilio con Alla Nazimova. El proceso suscitó una gran repercusión mediática. El divorcio fue otorgado en noviembre de 1920, recibiendo Harris $ 100,000 (US $ 1,195,515 en dólares de 2016).
Tras el divorcio tuvo una relación con el Príncipe de Gales, Duque de Windsor y posterior rey Eduardo VIII. De hecho, fue ella quien presentó al príncipe a la que se convertiría en su esposa, Wallis Simpson.
En 1924, Harris se casó en segundas nupcias con Everett Terrence McGovern. La pareja tuvo un hijo, Everett Terrence McGovern, Jr., en 1925. Este matrimonio también acabó en divorcio el 26 de noviembre de 1929, cuando Harris lo solicitó por deserción. En 1934, volvió a contraer matrimonio con el exjugador de fútbol William P. Fleckenstein en Asheville, Carolina del Norte. Permanecieron casados hasta la muerte de Harris.
En un principio, no consiguió adaptarse bien al cine sonoro, por lo que se dedicó principalmente al vodevil y al burlesque, realizando una gira con el comediante Phil Silvers. Aun así fue muy elogiada por su actuación en la adaptación cinematográfica de 1930 del musical de Broadway No, No, Nanette. Igualmente memorable es su actuación en la comedia Movie Maniacs de Three Stooges de 1936, donde retrató a una temperamental y exigente estrella de cine.
Harris siguió trabajando en cine durante la década de 1940, en gran parte gracias a la bondad de su antiguo director Cecil B. DeMille, quien en 1942 la incluyó en los repartos de Reap the Wild Wind (protagonizada por Paulette Goddard, quien, al igual que Harris, había estado casada con Charlie Chaplin), y La historia del Dr. Wassell de 1944. Su última aparición en el cine fue en la película de 1945 Having A Wonderful Crime. Esta última estrenada póstumamente.
Tiene una estrella en el Paseo de la fama de Hollywood Boulevard.

## Muerte
Falleció a los 42 años de neumonía, tras tres semanas de enfermedad, como consecuencia de una importante intervención quirúrgica en el abdomen. Se encuentra enterrada en el Hollywood Forever Cemetery en Los Ángeles, California.

## Filmografía
- Having a Wondeful Crime (1945)
- The Story of Dr. Wassell (1944)
- Hail the Conquering Hero (1944)
- Reap the Wild Wind (1942)
- Holiday Inn (1942)
- Movie Maniacs (1936)
- Great Guy (1936)
- Never Too Late (1935)
- Lady Tubbs (1935)
- Melody Man (1930)
- No No Nanette (1930)
- Side Street (1929)
- Sea Fury (1929)
- Melody of Love (1928)
- Speed Classic (1928)
- Lingerie (1928)
- The Power of the Press (1928)
- The Heart of a Follies Girl (1928)
- Hearts of Men (1928)
- The Show Girl (1927)
- The Swell-Head (1927)
- Out of the Past (1927)
- One Hour of Love (1927)
- Wandering Girls (1927)
- She's My Baby (1927)
- The Adventurous Soul (1927)
- The Girl from Rio (1927)
- Burning Gold (1927)
- Husband Hunters (1927)
- Mama Behave (1926)
- The Mystery Club (1926)
- Wolf Hunters (1926)
- Self Starter (1926)
- Cruise of the Jasper B (1926)
- Dangerous Traffic (1926)
- The Isle of Retribution (1926)
- My Neighbor's Wife (1925)
- Private Affairs (1925)
- The Unknown Lover (1925)
- Dressmaker from Paris (1925)
- Beyond the Border (1925)
- Easy Money (1925)
- The Fighting Cub (1925)
- Frivolous Sal (1925)
- The Iron Man (1925)
- Stepping Lively (1924)
- Unmarried Wives (1924)
- Traffic in Hearts (1924)
- One Law for the Woman (1924)
- Shadow of the East (1924)
- By Divine Right (1924)
- The Desert Hawk (1924)
- In Fast Company (1924)
- The Fog (1923)
- The Daring Years (1923)
- First Woman (1922)
- A Prince There Was (1921)
- Habit (1921)
- Fool's Paradise (1921)
- Woman in His House (1920)
- Polly of the Storm Country (1920)
- Home (1919)
- For Husbands Only (1918)
- Borrowed Clothes (1918)
- Cupid by Proxy (1918)
- Doctor and the Woman (1918)
- A Love Sublime (1917)
- Old Fashioned Young Man (1917)
- Golden Rule Kate (1917)
- The Bad Boy (1917) (1917)
- Cold Deck (1917)
- The Americano (1917)
- The Old Folks at Home (1916)
- Hoodoo Ann (1916)
- Intolerancia (1916)
- The Matrimaniac (1916)
- Little Soldier Man (1915)
- Little Lumberjack (1915)
- The Warrens of Virginia (1915)
- The Absentee (1915)
- Enoch Arden (1915) (1915)
- Shadows of the Past (1914)
- Social Ghost (1914)
- Little Matchmakers (1914)
- O Mimi San (1914)
- The Courtship of O San (1914)
- Wolves of the Underworld (1914)
- The Colonel's Orderly (1914)
- A Frontier Mother (1914)
- Shadows of the Past (1914)
- When America Was Young (1914)
- His Majesty, the Scarecrow of Oz (1914)
- The Magic Cloak of Oz (1914)
- Borrowed Gold (1913)
- A Shadow of the Past (1913)
- Romance of Sunshine Valley (1913)
- Wheels of Destiny (1913)
- Way of a Mother (1913)
- A Child of War (1913)
- The Drummer of the 8th (1913)
- The Seal of Silence (1913)
- Grand-Dad (1913)
- Sense of Duty (1912)
- The Triumph of Right (1912)
- His Nemesis (1912)
- The Frontier Child (1912)
- The Post Telegrapher (1912)